# RFNA
RFNA (engl.: red fuming nitric acid, ‚rote rauchende Salpetersäure‘)
ist der Kurzname für ein extrem starkes Oxidationsmittel, das als Raketentreibstoff genutzt wird. Das Gemisch aus 84 % Salpetersäure, 13 % Distickstofftetroxid und 3 % Wasser ist sehr reaktiv und wird deswegen mit einem Inhibitor, z. B. Fluorwasserstoff versetzt. Das stabilisierte Gemisch wird dann als IRFNA (inhibited red fuming nitric acid) bezeichnet.

## Geschichte
Während des Zweiten Weltkriegs benutzte das deutsche Militär RFNA in Raketen, wie etwa der Flugabwehrrakete Wasserfall. Die beiden verwendeten Mischungen wurden als S-Stoff (96 % Salpetersäure mit 4 % Eisenchlorid) und SV-Stoff (94 % Salpetersäure mit 6 % Distickstofftetroxid) bezeichnet.

## Verwendung und Eigenschaften
Neben der Verwendung als Raketentreibstoff gilt eine Mischung aus RFNA oder WFNA (White Fuming Nitric Acid) mit gelöstem Distickstoffpentoxid und rauchender Schwefelsäure als das stärkste Nitriergemisch. Benzol wird so in einem Schritt zu Trinitrobenzol (TNB), Toluol zu Trinitrotoluol (TNT) umgesetzt. Die Ausbeute an TNT beträgt nahezu 100 %, Benzol liefert keine gute Ausbeute. 
Im Kontakt mit einigen starken Reduktionsmitteln wie unsymmetrischem Dimethylhydrazin, Hydrazin, Anilin oder Leichtbenzin wirken RFNA und IRFNA hypergolisch, d. h., sie können sich spontan selbst entzünden.

## Sicherheitshinweise
Salpetersäure ist stark ätzend, das Gemisch kann beim Kontakt mit brennbaren Stoffen explosionsartig reagieren. Stickoxide sind – mit Ausnahme von Distickstoffmonoxid (N2O, Lachgas) – giftig.